# Eje hipotalámico-hipofisario-tiroideo

Breve descripción de la homeostasis tiroidea.

El eje hipotalámico-hipofisario-tiroideo o eje hipotalámico-pituitario-tiroideo (eje HPT Hypothalamic–pituitary–thyroid axis en inglés), también conocido como homeostasis tiroidea o control de retroalimentación tirotrópica es parte del sistema neuroendocrino responsable de la regulación del metabolismo y también responde al estrés.
Como sugiere su nombre, depende de tres estructuras: el hipotálamo, la hipófisis y la glándula tiroides.
El hipotálamo detecta niveles circulantes bajos de hormona tiroidea (triyodotironina (T3) y tiroxina (T4)) y responde liberando la hormona liberadora de tirotropina (TRH) en el hipotálamo. La TRH estimula la hipófisis anterior para producir hormona estimulante de la tiroides (TSH). La TSH, a su vez, estimula la tiroides para que produzca hormona tiroidea hasta que los niveles en la sangre vuelvan a la normalidad. La hormona tiroidea ejerce un control de retroalimentación negativa sobre el hipotálamo y la hipófisis anterior, controlando así la liberación tanto de TRH del hipotálamo como de TSH de la glándula hipófisis anterior.
Los tres ejes: el Eje hipotalámico-hipofisario-adrenal (HPA), el Eje hipotálamo-hipofisario-gonadal (HPG) y el HPT son tres vías en las que el hipotálamo y la hipófisis dirigen la función neuroendocrina.

## Fisiología

Control de retroalimentación tirotrópica a un nivel más detallado y cuantitativo.

La homeostasis tiroidea es el resultado de un sistema de retroalimentación de múltiples bucles que se encuentra en prácticamente todos los vertebrados superiores. El funcionamiento adecuado del control de retroalimentación tirotrópica es indispensable para el crecimiento, la diferenciación, la reproducción y la inteligencia. Muy pocos animales (por ejemplo, axolotl y perezosos) tienen una homeostasis tiroidea deteriorada que exhibe un punto de ajuste muy bajo que se supone que subyace a las anomalías metabólicas y ontogenéticas de estos animales.
La hipófisis secreta tirotropina (TSH; hormona estimulante de la tiroides) que estimula a la tiroides para que secrete tiroxina (T4) y, en menor grado, triyodotironina (T3). La mayor parte de T3, sin embargo, se produce en órganos periféricos, por ejemplo, hígado, tejido adiposo, glía y músculo esquelético por desyodación de la T4 circulante. La desyodación está controlada por numerosas hormonas y señales nerviosas que incluyen TSH, vasopresina y catecolaminas.
Ambas hormonas tiroideas periféricas (yodotironinas) inhiben la secreción de tirotropina de la hipófisis (retroalimentación negativa). En consecuencia, se alcanzan concentraciones de equilibrio para todas las hormonas.
La secreción de TSH también está controlada por la hormona liberadora de tirotropina (tiroliberina, TRH), cuya propia secreción es nuevamente suprimida por las T4 y T3 plasmáticas en el LCR (retroalimentación larga, bucle de Fekete-Lechan). Los bucles de retroalimentación adicionales son el control de retroalimentación ultracorto de la secreción de TSH (bucle de Brokken-Wiersinga-Prummel) y los bucles de retroalimentación lineales que controlan la unión a proteínas plasmáticas.
Investigaciones recientes sugirieron la existencia de un motivo adicional que vincula la liberación de TSH con la actividad de la desyodasa en humanos. La existencia de esta acción de la TSH-T3 podría explicar por qué la actividad de la desyodasa es mayor en los pacientes con hipotiroidismo y por qué una pequeña fracción de los individuos afectados puede beneficiarse de la terapia de sustitución con T3.
La convergencia de múltiples señales aferentes en el control de la liberación de TSH que incluye, entre otros, T3, citocinas y anticuerpos contra el receptor de TSH puede ser la razón de la observación de que la relación entre la concentración de T4 libre y los niveles de TSH se desvían de una relación pura que se ha propuesto previamente. Investigaciones recientes sugieren que la grelina también juega un papel en la estimulación de la producción de T4 y la subsiguiente supresión de TSH directamente y por retroalimentación negativa.

## Estados funcionales del control de retroalimentación tirotrópica
- Eutiroidismo: función tiroidea normal
- Hipotiroidismo: función tiroidea reducida
  - Hipotiroidismo primario: bucle de retroalimentación interrumpido por una baja capacidad secretora de la tiroides, por ejemplo, después de una cirugía de tiroides o en caso de tiroiditis autoinmune.
  - Hipotiroidismo secundario: bucle de retroalimentación interrumpido en el nivel de la hipófisis, por ejemplo, en la insuficiencia hipofisaria anterior
  - Hipotiroidismo terciario: falta de estimulación por TRH, por ejemplo, en insuficiencia hipotética, síndrome de Pickardt-Fahlbusch o síndrome del eutiroideo enfermo.
- Hipertiroidismo: aumento inapropiado de la función tiroidea
  - Hipertiroidismo primario: secreción inadecuada de hormonas tiroideas, por ejemplo, en el caso de la enfermedad de Graves.
  - Hipertiroidismo secundario: Condición rara, por ejemplo, en caso de adenoma hipofisario productor de TSH o resistencia parcial a la hormona tiroidea.
- Tirotoxicosis: suministro excesivo de hormonas tiroideas, por ejemplo, por sobredosis de suplementos de levotiroxina exógena.
- Síndrome de T3 baja y síndrome de T3 alta: Consecuencias de la hipodesyodación intensificada, por ejemplo, en enfermedades críticas como ejemplo de alostasis tipo 1,[20] o hiperdesyodación, como en la alostasis tipo 2, incluido el trastorno de estrés postraumático.[12]
- Resistencia a la hormona tiroidea: circuito de retroalimentación interrumpido en el nivel de los receptores de hormonas tiroideas de la hipófisis.

## Diagnóstico
Los procedimientos estándar cubren la determinación de los niveles séricos de las siguientes hormonas:
- TSH (tirotropina, hormona estimulante de la tiroides)
- T4 libre
- T3 libre

Para condiciones especiales, pueden ser necesarios los siguientes ensayos y procedimientos:
- T4 totales
- T3 totales
- TBG
- Prueba de TRH
- Capacidad secretora de la tiroides (GT)[21]
- Actividad suma de desyodasas periféricas (GD)[21]
- Índice TSH (TSHI)[22]

## Otras lecturas
- Dietrich J W, Tesche A, Pickardt C R, Mitzdorf U (2004). «Thyrotropic Feedback Control: Evidence for an Additional Ultrashort Feedback Loop from Fractal Analysis». Cybernetics and Systems 35 (4): 315-331. doi:10.1080/01969720490443354.
- Gauna C, van den Berghe G H, van der Lely A J (2005). «Pituitary Function During Severe and Life-threatening Illnesses». Pituitary 8 (3–4): 213-217. PMID 16508715. doi:10.1007/s11102-006-6043-3.
- Dietrich, Johannes W.; Midgley, John E. M.; Hoermann, Rudolf (2018). Homeostasis and allostasis of thyroid function. Lausanne: Frontiers Media SA. ISBN 9782889455706.

- Datos: Q1703635